# Fibroin
Fibroin je nerastvorni protein koji formiraju pauci, larve Bombyx mori, drugi moljci rodova poput Antheraea, Cricula, Samia i Gonometa, i brojni drugi insekti. Svila u njenom sirovom stanju se sastoji od dva glavna proteina, sericina i fibroina. Fibroin je strukturni centar svile, dok je sericin lepljivi materijal koji ga okružuje.
Fibroinski protein se sastoji od slojeva antiparalnih beta ravni. Njegova primarna struktura se uglavnom sastoji od ponavljajuće aminokiselinske sekvence (--Gly-[[Alanin|. Visok sadržaj glicina (i u manjoj meri alanina) omogućava gusto pakovanje ravni, što doprinosi krutosti strukture svile koja se no može istegnuti. Kombinacija ukočenosti i žilavosti omogućava primenu ovog materijala u nekoliko oblasti, uključujući biomedicinu i proizvodnju tekstila.
Poznato je da fibroin može da postoji u tri strukture, svila I, II, i III. Svila I je prirodna forma fibroina, koja se formira u žlezdama Bombyx mori. Svila II se odnosi na uređenje molekula fibroina u upredenoj svili, koja ima veću jačinu, te stoga nalazi mnoštvo komercijalnih primena. Svila III je novootrivena struktura fibroina. Svila III se formira prvenstveno u rastvorima fibroina na interfejsima (i.e. vazduh-voda interfejs, voda-ulje interfejs, etc.).